# Jéssica Augusto
Jéssica de Barros Augusto (Parigi, 8 novembre 1981) è una mezzofondista, siepista e maratoneta portoghese.

## Palmarès
| Anno | Manifestazione   | Sede           | Evento         | Risultato | Prestazione | Note                                     |
| ---- | ---------------- | -------------- | -------------- | --------- | ----------- | ---------------------------------------- |
| 2000 | Europei di cross | Malmö          | Corsa juniores | Oro       | 12'55"      |                                          |
| 2000 | Europei di cross | Malmö          | A squadre      | 4ª        | 55 p.       |                                          |
| 2007 | Mondiali         | Osaka          | 5000 m piani   | 15ª       | 15'24"93    |                                          |
| 2008 | Mondiali indoor  | Valencia       | 3000 m piani   | 7ª        | 8'49"78     |                                          |
| 2008 | Giochi olimpici  | Pechino        | 5000 m piani   | Batteria  | 16'05"71    |                                          |
| 2008 | Giochi olimpici  | Pechino        | 3000 m siepi   | Batteria  | 9'30"23     |                                          |
| 2009 | Europei indoor   | Torino         | 3000 m piani   | 9ª        | 9'04"48     |                                          |
| 2009 | Mondiali         | Berlino        | 3000 m siepi   | 10ª       | 9'25"25     | Miglior prestazione personale stagionale |
| 2010 | Mondiali indoor  | Doha           | 3000 m piani   | 8ª        | 9'01"71     |                                          |
| 2010 | Europei          | Barcellona     | 5000 m piani   | Bronzo    | 14'58"47    |                                          |
| 2010 | Europei          | Barcellona     | 10000 m piani  | Argento   | 31'25"77    |                                          |
| 2011 | Mondiali         | Taegu          | 10000 m piani  | 10ª       | 32'06"68    | Miglior prestazione personale stagionale |
| 2012 | Giochi olimpici  | Londra         | Maratona       | 7ª        | 2h25'11"    |                                          |
| 2014 | Europei          | Zurigo         | Maratona       | Bronzo    | 2h25'41"    |                                          |
| 2016 | Europei          | Amsterdam      | Mezza maratona | Bronzo    | 1h10'55"    | Miglior prestazione personale stagionale |
| 2016 | Giochi olimpici  | Rio de Janeiro | Maratona       | dnf       | dnf         |                                          |

## Campionati nazionali
1999
- Bronzo ai campionati portoghesi indoor, 3000 m - 9'28"85
- Argento ai campionati portoghesi under-20, 1500 m - 4'36"88
- Oro ai campionati portoghesi under-20, 800 m - 2'14"22

2000
- 4ª ai campionati portoghesi, 1500 m - 4'29"55
- 6ª ai campionati portoghesi, 800 m - 2'12"81
- Bronzo ai campionati portoghesi indoor, 3000 m - 9'27"24
- Oro ai campionati portoghesi under-20, 3000 m - 9'47"81
- Oro ai campionati portoghesi under-20, 1500 m - 4'20"10

2001
- Bronzo ai campionati portoghesi, 1500 m - 4'20"38
- 4ª ai campionati portoghesi, 800 m - 2'10"59
- Oro ai campionati portoghesi under-23, 1500 m - 4'21"74
- Oro ai campionati portoghesi under-23, 800 m - 2'10"75

2002
- Bronzo ai campionati portoghesi, 1500 m - 4'32"46
- 9ª ai campionati portoghesi, 800 m - 2'12"85

2003
- Argento ai campionati portoghesi, 1500 m - 4'24"72
- Oro ai campionati portoghesi under-23, 3000 m - 9'37"60
- Oro ai campionati portoghesi under-23, 1500 m - 4'23"17

2004
- Argento ai campionati portoghesi indoor, 1500 m - 4'18"53
- 6ª ai campionati portoghesi indoor, 800 m - 2'11"17

2005
- Oro ai campionati portoghesi indoor, 1500 m - 4'16"83

2006
- Oro ai campionati portoghesi, 5000 m - 15'37"45
- Oro ai campionati portoghesi indoor, 3000 m - 9'07"65
- Argento ai campionati portoghesi indoor, 1500 m - 4'22"17

2007
- Oro ai campionati portoghesi, 1500 m - 4'16"25

2008
- Oro ai campionati portoghesi indoor, 1500 m - 4'13"31

2009
- Argento ai campionati portoghesi, 1500 m - 4'15"49
- Argento ai campionati portoghesi indoor, 1500 m - 4'12"94
- 4ª ai campionati portoghesi indoor, 800 m - 2'08"74

2010
- 4ª ai campionati portoghesi, 800 m - 2'10"97
- Oro ai campionati portoghesi indoor, 1500 m - 4'07"89

2011
- Oro ai campionati portoghesi, 1500 m - 4'16"42

2016
- Bronzo ai campionati portoghesi di corsa su strada, 10 km - 33'07"

## Altre competizioni internazionali
2003
- Argento alla 10 km di Negreira ( Negreira) - 34'51"

2004
- Argento alla Great South Run ( Portsmouth), 10 miglia - 53'17"
- 8ª alla Great Ireland Run ( Dublino) - 35'41"

2005
- 14ª alla Great North Run ( Newcastle upon Tyne) - 1h18'54"
- 8ª alla Great Ireland Run ( Dublino) - 34'09"

2007
- Argento alla Mezza maratona di Porto ( Porto) - 1h20'09"
- 5ª alla Great South Run ( Portsmouth), 10 miglia - 55'45"
- 10ª alla Great Manchester Run ( Manchester) - 32'56"
- 4ª alla Great Caledonian Run ( Edimburgo) - 33'39"

2008
- 9ª alla Great North Run ( Newcastle upon Tyne) - 1h11'38"
- Argento alla Great South Run ( Portsmouth), 10 miglia - 53'15"
- 4ª alla Great Edinburgh Run ( Edimburgo) - 33'54"

2009
- Oro alla Great North Run ( Newcastle upon Tyne) - 1h09'08"
- Argento alla Cursa de Bombers ( Barcellona) - 32'53"
- 6ª alla Great Yorkshire Run ( Sheffield) - 33'30"
- Oro alla 10km Champions Run ( Berlino) - 33'49"

2010
- Argento alla Mezza maratona di Ovar ( Ovar) - 1h10'29"
- Argento alla Great Manchester Run ( Manchester) - 31'47"
- Oro alla San Silvestre Vallecana ( Madrid) - 31'59"
- Oro alla Cursa de Bombers ( Barcellona) - 32'08"
- 4ª alla Great Edinburgh Run ( Edimburgo) - 32'32"

2011
- 7ª alla Maratona di Londra ( Londra) - 2h24'33"
- Argento alla Roma-Ostia ( Roma) - 1h09'10"
- Argento alla Great North Run ( Newcastle upon Tyne) - 1h09'27"
- 7ª alla New York City Half Marathon ( New York) - 1h10'00"

2012
- 8ª alla Maratona di Londra ( Londra) - 2h24'59"
- 12ª alla Great North Run ( Newcastle upon Tyne) - 1h14'27"
- Oro alla Mezza maratona di Funchal ( Funchal) - 1h16'38"
- 9ª alla San Silvestre Vallecana ( Madrid) - 35'00"

2013
- Bronzo alla Yokohama Women's Marathon ( Yokohama) - 2h29'11"
- 9ª alla Great North Run ( Newcastle upon Tyne) - 1h13'51"
- 5ª alla San Silvestre Vallecana ( Madrid) - 33'00"
- Bronzo alla Wien Frauenlauf ( Vienna), 5 km - 16'09"

2014
- 6ª alla Maratona di Londra ( Londra) - 2h24'25"
- Bronzo alla Mezza maratona di Marugame ( Marugame) - 1h11'37"

2015
- 13ª alla Mezza maratona di Ovar ( Ovar) - 1h22'03"

2016
- 10ª alla Maratona di Londra ( Londra) - 2h28'53"
- Bronzo alla Mezza maratona di Barcellona ( Barcellona) - 1h10'58"

2017
- 18ª alla Maratona di New York ( New York) - 2h37'33"
- Oro alla Maratona di Amburgo ( Amburgo) - 2h25'30"
- 7ª alla Mezza maratona di Lisbona ( Lisbona) - 1h10'38"
- Bronzo alla Mezza maratona di Barcellona ( Barcellona) - 1h10'36"

2019
- 8ª alla Mezza maratona di Lisbona ( Lisbona) - 1h13'07"